# Eleição para o Senado federal pelo Alabama em 2008
A eleição para o senado do estado americano do Alabama em 2008 foi realizada em 4 de novembro de 2008 para eleger um dos membros do Alabama para o Senado Federal dos Estados Unidos. O Republicano Jeff Sessions, senador dos Estados Unidos ganhou a reeleição para um terceiro mandato.
| Eleição para senador do Alabama de 2008 | Eleição para senador do Alabama de 2008 | Eleição para senador do Alabama de 2008 | Eleição para senador do Alabama de 2008 | Eleição para senador do Alabama de 2008 | Eleição para senador do Alabama de 2008 | Eleição para senador do Alabama de 2008 |
| Partido                                 | Partido                                 | Candidato                               | Candidato                               | Votos                                   | %                                       | ±%                                      |
| --------------------------------------- | --------------------------------------- | --------------------------------------- | --------------------------------------- | --------------------------------------- | --------------------------------------- | --------------------------------------- |
|                                         | Partido Republicano                     |                                         | Jeff Sessions                           | 1.305.383                               | 63,3%                                   | +4,8%                                   |
|                                         | Partido Democrata                       |                                         | Vivian Davis Figures                    | 752.391                                 | 36,5%                                   | -3,3%                                   |